# Paraccra
Paraccra is een geslacht van vlinders uit de familie van de Tortricidae (Bladrollers). Het geslacht werd voor het eerst wetenschappelijk beschreven door Józef Razowski in 2005.

## Soorten
Het genus bevat de volgende soorten:

- Paraccra chorogiae Razowski, 2012
- Paraccra mimesa Razowski, 2005